# Perutärna
Perutärna (Sternula lorata) är en sydamerikansk hotad vadarfågel i familjen måsfåglar.

## Utseende och läte
Perutärnan är en mycket liten (22–24 cm) tärna, lik övriga i släktet Sternula med vit panna, kontrasterande svart hjässa och tygel och ljusgrå ovansida med mörka yttre handpennor. Jämfört med amerikansk småtärna men är enhetligt grå, även på undersidan, med endast mycket lite svart på handpennorna. Näbben är också längre, slankare och helsvart, med gult endast längst in under häckningen. Dess trivialnamn i Chile, chirrio, är onomatopoetiskt.

## Utbredning och systematik
Fågeln förekommer utmed kusten från centrala Ecuador (Guayaquil) till norra Chile (Antofagasta). Endast ett fåtal häckningslokaler är kända, i Peru i Pacasmayo, Paraíso, Puerto Viejo, Pampa Lechuzas och Yanyarina och i Chile på Mejilloneshalvön och närliggande områden Den behandlas som monotypisk, det vill säga att den inte delas in i några underarter. 

### Släktestillhärighet
Tärnorna i Sternula fördes tidigare till Sterna men DNA-studier visar att de är avlägset släkt, varför de numera urskiljs i ett eget släkte.

## Levnadssätt
Perutärna är en kustfågel som häckar på breda sandstränder och i sanddyner, ofta mer än 1000 meter från högvattenslinjen. Födan består huvudsakligen av småfisk, framför allt Engraulis ringens. Den häckar i lösa kolonier eller ensamt mellan oktober och januari, med en topp i november.

## Status
Perutärnan har en mycket liten världspopulation bestående av uppskattningsvis endast mellan 600 och 1700 vuxna individer. Den tros också minska i antal till följd av habitatförlust och störningar från människan på häckplats. Internationella naturvårdsunionen IUCN kategoriserar därför arten som starkt hotad.